# 牛銀本店
株式会社牛銀本店（ぎゅうぎんほんてん）は、三重県松阪市魚町にあるすき焼き料理店および同店を営む企業。店名の牛銀は創業者の小林銀蔵の名に由来し、松阪市内には和田金、かめや、鯛屋旅館など縁起のいい屋号の松阪牛料理店が立ち並ぶ。中でも牛銀本店と和田金は、松阪市を代表する老舗牛肉店である。

## 歴史
初代の小林銀蔵が1902年（明治35年）に精肉店「牛銀」として開業した。銀蔵は1880年（明治13年）に松坂近郊（当時の飯南郡伊勢寺村、現・松阪市伊勢寺町）で農家の三男として生まれたが、「町で商売をしたい」と一念発起して単身東京へ上り、当時流行し始めていた牛肉に目を付け、浅草の肉料理店・米久に弟子入りした。
厳しい修行を乗り越えて松阪に帰郷した銀蔵が弱冠22歳で開いた店が牛銀であった。開店当時はまだ珍しかった、牛肉を部位ごとに切り分け、きれいに店頭に並べる販売方法で顧客の関心を集めた。またウシの肥育技術も習得していた銀蔵は松阪近郊の農家に「東京でも通用する牛を」と声をかけ、その技術を伝授した。肥育技術を身に付けた農家が良質のウシを生産すると銀蔵は高値で買い上げたので、農家の意欲向上にもつながったという。
その後、「牛鍋と牛めし一銭五厘」の暖簾を掲げた牛肉料理店を精肉店に併設し、松阪の牛肉食文化の端緒を開いた。現代ではすき焼きは日本料理と認識されているが、大正時代の牛銀は「西洋御料理」と看板に掲げていた。この頃から昭和初期にかけて伊勢神宮の参宮客が多く来店し、中には政財界の要人や作家らの姿もあった。来店した著名人は、雑誌などでその美味を語り、牛銀や松阪牛の名を世に広めることとなった。同じく昭和初期に現代まで継承している店舗が建築された。
1967年（昭和42年）、松阪牛を安く提供しようと「洋食屋牛銀」を開店した。1999年（平成11年）3月7日、松阪肉牛活性化協議会が「美味しさ再発見松阪肉牛」と題したイベントを開き、志摩観光ホテルの高橋忠之総料理長の講演の後、試食交流会が牛銀本店や和田金などで開かれた。
2004年（平成16年）の松阪肉牛共進会では優秀賞2席になったウシを200 - 600万円が相場のところ、16,311,000円という高値で落札した。2013年（平成25年）には、松阪市内の農家が肥育した松阪牛が牛銀本店に購入され、すき焼きとして供されるまでを追った本『すき焼き SUKIYAKI』（松本栄文・著）がグルマン世界料理本大賞で単独テーマ部門のグランプリを獲得した。2014年（平成26年）、創業者の曽孫である小林甲児が社長に就任、2016年（平成28年）10月23日に牛銀本店4代目を継承した。甲児は中学時代のあだ名が「牛銀」であったといい、高校卒業後に東京の鉄板焼き店で10年修業を積み、1999年（平成11年）に牛銀本店に入社した。

## 店舗と料理
松坂城の城下町、伊勢参宮街道のそばにある、うだつの上がる瓦屋根、黒壁の土蔵などが立ち並ぶ魚町通りに立地する。以下の3店舗はいずれも魚町通りにある。三重県外からの出店打診もあるが、「広げすぎると倒れる」との考えからすべて断っている。
牛銀本店は「肉はおいしくて当たり前」と考えており、その先にある、客が望むサービスの提供を重視する。その一環として、訪日外国人客への対応としてメニューへの英語表記を2015年（平成27年）から導入し、客の生の声を聴くために4代目店主自ら下足番を務めることもある。また玄関に経営姿勢を示した「青柳楼」の文字を掲げる。柳のように頭を低くして人と接する、という意味が込められている。

### 牛銀本店
昭和初期に建築された、木造2階建て純和風建築の旅館を改装したものを店舗としている。周囲の景観と調和しており、来客からは「城下町の風情にふさわしい」と評価されている。玄関を入ってすぐのところに初代・銀蔵の時代から継承する「牛肉卸問屋」の字が書かれた看板を置いている。
注文は2人以上から受け付けている。牛銀本店のすき焼きは割下を用いず、牛脂を溶かした鍋に牛肉（ロース）を載せ、砂糖と醤油でさっと味付けして溶き卵を付けて食べる関西風である。野菜と肉は別々に焼き、野菜はミツバ、エノキダケ、タマネギなどで、豆腐も付く。使う牛肉は精肉後約2週間寝かせた熟成肉で、牛銀本店は肉に赤い色が残っているうちに食すのが最良としている。味付けの方法は創業当時から変わっていない。
すき焼きの甘い味が苦手な客向けに、薄口醤油とコショウで味付けする「汐ちり」というオリジナルメニュー、厚めに切った肉をごまだれかポン酢を付けて食べる「水だき」（しゃぶしゃぶ）もある。このほか「あみ焼き」と称する、炭火で焼く焼肉も用意しており、名物となっている。あみ焼きはヒレ肉を使い、肉の風味を残すために軽く焼く。つけだれは自家製ポン酢である。
精肉店として創業したことから、「精肉部」として牛肉の店頭販売を本店1階で行っており、すき焼き肉のほか時雨煮・そぼろ煮などの加工品も取り扱う。
2代目の小林銀之助は出羽海部屋に入門した力士であった縁から、毎年春に開催される神宮奉納大相撲の際には出羽海部屋の力士が来店する。また小説家の清水義範は夫婦で牛銀本店へ行き、そこで食べたあみ焼きのうまさが今も忘れられないと記し、児童文学作家の村上しいこは牛銀本店で執筆を行っていた。

### 洋食屋牛銀
本店に隣接して建ち、店名の通り洋食を提供している。本店が高級店であるのに対し、洋食屋牛銀では昔懐かしい洋食を比較的低価格で提供するというコンセプトで運営している。
ステーキ、オムライス、ハヤシライス、ハンバーグ、焼肉定食、牛丼など約40種類のメニューがあり、すべてのメニューに松阪牛を使用している。牛丼は、カツオ・みりん・醤油をベースとするだしで牛肉・タマネギ・ネギをさっと煮込み、卵とじにした丼物である。

### 牛銀番茶亭（休業中）
1997年（平成9年）4月に本居宣長の門人であった須賀直見の屋敷跡に開店した和風喫茶店で、「お休み処」と位置付けていた。「諸般の事情」により休業中である。1996年（平成8年）に牛銀の近所で売りに出されたこの物件を「派手なものができたら町が死んでしまう」という思いで当てもなく買い取ったのが最初で、松阪市立歴史民俗資料館長の田畑美穂に相談して「お休み処」としたものである。
芋ケンピなどの駄菓子と番茶がセットになった「番茶セット（月）」などのメニューがあった。店の入り口には籔内佐斗司が制作したブロンズ像「駅鈴童子」（えきれいどうじ）があり、庭や2階にも籔内の作品を設置していた。これは籔内が1986年（昭和56年）に松阪青年会議所の開催した「松阪彫刻シンポジウム」に参加した際に牛銀本店の3代目と知り合ったことがきっかけであった。営業当時は2階の薮内作品のギャラリーを無料で観覧できたほか、写真展の会場として利用された。

## 地域貢献
牛銀本店は魚町の老舗として、魚町を愛する者の1人として地域活性化に取り組んでいる。先述の牛銀番茶亭の運営もその一環であった。
3代目店主の時代に東海道新幹線新横浜駅の上り線側通路に広告看板を出していたことがある。これは誘客目的の宣伝のためというよりは、松阪から上京する人へ向けてエールを送る意図があったのではないかと4代目は推測している。

### あいの会と魚町一の会
1981年（昭和56年）、牛銀本店3代目は松阪青年会議所メンバーの呼びかけに応じて地域活性化団体「あいの会」に創立メンバーとして参加し、1983年（昭和58年）にあいの会の力添えで松阪木綿振興会を立ち上げ、松阪木綿の復活に取り組んだ。また「魚町一の会」を結成し、松阪商人の街の風情を色濃く残す魚町のまちづくりに取り組んでいる。

### 見庵の整備
1996年（平成8年）に紀州藩の御目見医師であった小泉家住宅（松阪市魚町）を購入し、「まどゐのやかた・見庵」として整備・一般公開した。牛銀本店は地域おこしを意図して小泉家住宅を買い取り、2000年（平成12年）末に名古屋テレビの番組『町のちいさな博物館』の撮影のために市民が持ち寄った品々をここに集めたことが一般公開のきっかけとなった。一般公開後は展覧会場や講座開場に利用されてきた。2017年（平成29年）に「見庵（旧小泉家住宅）」の名で日本国の登録有形文化財に登録された。